# 380

## Nașteri
- dată necunoscută: Nestorie  (d. 451)
- dată necunoscută: Petru Crisologul  (d. 450)
- dată necunoscută: Eucherius de Lyon episcop de Lyon (d. 449)
- dată necunoscută: Caelestius  (d. ?)

## Decese
- dată necunoscută: Samudragupta  (n. 335)
- dată necunoscută: Fritigern  (n. ?)